# José Gobello
José Gobello (n. 26 septembrie 1919, Martínez⁠(d), Buenos Aires, Argentina – d. 28 octombrie 2013, Ramos Mejía, Buenos Aires, Argentina) a fost un poet și scriitor argentinian. Un susținător al perronismului, în 1951 a fost ales deputat în parlamentul Argentinei.

## Biografie
Născut într-o familie săracă de imigranți italieni, și-a terminat studiile secundare ca adult.
După lovitura de stat militară din 1955 care a răsturnat guvernul lui Juan Domingo Perón, José Gobello a fost închis  timp de doi ani. În închisoare a scris volumul, Historias con ladrones (Povestiri cu hoți) și poezia "El presidente duerme" (Președintele doarme). De atunci s-a dedicat jurnalismului, lucrând la revista "Aquí est' Împreună cu León Benarós și Luis Soler Cañas a înființat Academia Porteña del Lunfardo 

## Lucrări
- Lunfardía, 1953.
- Historias con ladrones, 1956
- Breve diccionario lunfardo, 1960, en colaboración con Luciano Payet
- Primera antología lunfarda, 1961, en colaboración con Luis Soler Cañas
- Las letras del tango, de Villoldo a Borges, 1966, en colaboración con Eduardo Stilman
- Nueva antología lunfarda, 1972
- Palabras perdidas, 1973
- El lenguaje de mi pueblo, 1974
- Diccionario lunfardo, 1975
- Conversando tangos, 1976
- Etimologías, 1978.
- Tangos, letras y letristas, 1979, en colaboración con Jorge Bossio
- Nuevo diccionario lunfardo, 1990
- Tangos, letras y letristas, II, 1992
- Tangos, letras y letristas, III, 1993
- Tangos, letras y letristas, IV, 1994
- Tangos, letras y letristas, V, 1995
- Tangos, letras y letristas, VI (diccionario de tangos), 1996
- Aproximación al lunfardo, 1996
- Vocabulario ideológico del lunfardo, 1998, en colaboración con Irene Amuchástegui
- Breve historia crítica del tango, 1999
- Mujeres y hombres que hicieron el tango, 2002
- Los ángeles afeitados y otros poemas, 2002
- Ascasubi lexicógrafo, 2003
- Diccionario gauchesco, 2003
- Paratangos, 2004
- Novísimo diccionario lunfardo, 2004, en colaboración con Marcelo Oliveri
- Curso básico de lunfardo, 2004, en colaboración con Marcelo Héctor Oliveri
- Costumbrismo lunfardo, 2004
- Blanqueo etimológico del lunfardo, 2005
- Letras de tango. Selección (1897-1981), 2007
- Diccionario del habla de Buenos Aires, 2006, en colaboración con Marcelo Héctor Oliveri
- ¿Cómo era Gardel?, 2009, en colaboración con Marcelo Héctor Oliveri
- Poesía lunfarda, del burdel al Parnaso. Antología, 2010
- Historia de la Academia Porteña del Lunfardo, 2011, en colaboración con Otilia Da Veiga